# Gare d'Albacete-Los Llanos
La gare d'Albacete-Los Llanos est une gare ferroviaire espagnole des lignes de Madrid-Chamartín-Clara Campoamor à Valence-Nord (300) et de Madrid-Chamartín-Clara Campoamor à Valence-Joaquín Sorolla (040),  située sur le territoire de la commune d'Albacete, dans la comarque de Los Llanos, dans la province d'Albacete, en Castille-La Manche.
Elle est mise en service en 2010 par Administrador de infraestructuras ferroviarias (ADIF). C'est une gare desservie par des trains AVE, Avlo, Alvia, Intercity, Avant, Media Distancia et Regional Exprés de Renfe Operadora, Ouigo de SNCF et Iryo d'ILSA.

## Situation ferroviaire
Établie à 677,89 mètres d'altitude, la gare d'Albacete-Los Llanos est située au point kilométrique (PK) 278,7 de la ligne de Madrid-Chamartín-Clara Campoamor à Valence-Nord et au PK 321,083 de la ligne de Madrid-Chamartín-Clara Campoamor à Valence-Joaquín Sorolla.

## Histoire
Le chemin de fer est arrivé à Albacete le 18 mars 1855 avec l’ouverture du tronçon entre Alcázar de San Juan et Albacete de la ligne ferroviaire entre Madrid et Almansa, qui prolongeait le tracé initial entre Madrid et Aranjuez et visait à atteindre Alicante. Elle fut construite par la Compañía del Camino de Hierro de Madrid a Aranjuez, dont le principal promoteur était José de Salamanca. Le 1er juillet 1856, José de Salamanca, associé à la famille Rothschild et à la Compagnie du chemin de fer Grand-Central de France, obtint la concession de la ligne entre Madrid et Saragosse. En la combinant avec celle entre Madrid et Alicante, cela donna naissance à la Compañía de los Ferrocarriles de Madrid a Zaragoza y Alicante (MZA). La première gare d’Albacete vit ainsi le jour, dans un bâtiment rapidement trop petit, qui fut remplacé par une seconde gare de plus grande capacité. Bien que sa date d’ouverture exacte soit inconnue, elle est antérieure à 1880.
En 1967, une nouvelle gare fut construite à environ 750 mètres de l’ancienne, dans le style rationaliste en vogue dans l’Espagne de l’après-guerre, très différent de l’architecture classique du bâtiment précédent. Elle fut inaugurée le 26 novembre par le ministre des Travaux publics, Federico Silva Muñoz. Elle fut démolie en 2009 lors de la construction de la gare actuelle. Un seul élément fut préservé : une mosaïque située dans le hall, au-dessus des guichets.
En novembre 2006, Nefsa (Nuevas Estaciones Ferroviarias S.A.) lança la construction de la gare d’Albacete-Los Llanos pour un coût de 48 millions d'euros, qui fut inaugurée le 16 décembre 2010.

## La gare
Le bâtiment voyageurs est une structure moderne composée de trois blocs. Il couvre une surface totale de 21 000 m2, comprenant notamment une zone de service et de vente de billets de 545 m2, et une zone d’embarquement de près de 1 000 m2. À l’intérieur, on retrouve la mosaïque qui décorait l’ancienne gare d’Albacete construite en 1967.
À l’extérieur, plusieurs parkings ont été aménagés, totalisant 563 places. À côté de ce parking souterrain se trouve un autre parking en plein air d’environ cent places, couvert par des panneaux solaires capables de produire 163 460 kWh par an.

## Centre de régulation et de contrôle de la grande vitesse
La gare abrite l'un des cinq centres de régulation et de contrôle de la grande vitesse (CRC) d'Espagne, qui régule le trafic ferroviaire sur l'ensemble de la LGV entre Madrid et la région de Murcie. 

## Service des marchandises
La gare d'Albacete-Mercancías comprend un immeuble de bureaux et deux gares de triage de plus de 10 000 m2 comprenant 13 voies. 

## Fréquentation de la gare
En 2018, la fréquentation annuelle de la gare était de 915 608 voyageurs.

## Service des voyageurs

### Accueil
La gare dispose d'un bâtiment voyageurs avec guichets, ainsi que d'automates pour l'achat de titres de transport ; d'une salle d'attente. Cette gare fait partie du réseau de centre commercial Vialia d'ADIF abritant de nombreux commerces.
Elle dispose de neuf voies : six à écartement normal et trois à écartement ibérique, accessibles par quatre quais (un latéral et trois centraux) de 410 mètres de long, tous couverts par des marquises. Des ascenseurs et des passages inférieurs facilitent la circulation dans la gare.

### Desserte

#### Grande vitesse
La gare est desservie par les trains à grande vitesse AVE, Ouigo et Iryo entre Madrid, Alicante et Murcie.

#### Larga Distancia
La gare est desservie par des trains Alvia, qui peuvent emprunter les lignes à grande vitesse existantes.
Les trains Intercity assurent des liaison avec Madrid, la Galice, les Asturies, la Cantabrie, le Levant et la Catalogne.

#### Media Distancia
Les trains Media Distancia desservent principalement Madrid, Ciudad Real, Valence et Alicante.

### Intermodalité
La gare se situe proche de la gare routière d'Albacete.